# Ben Lerner

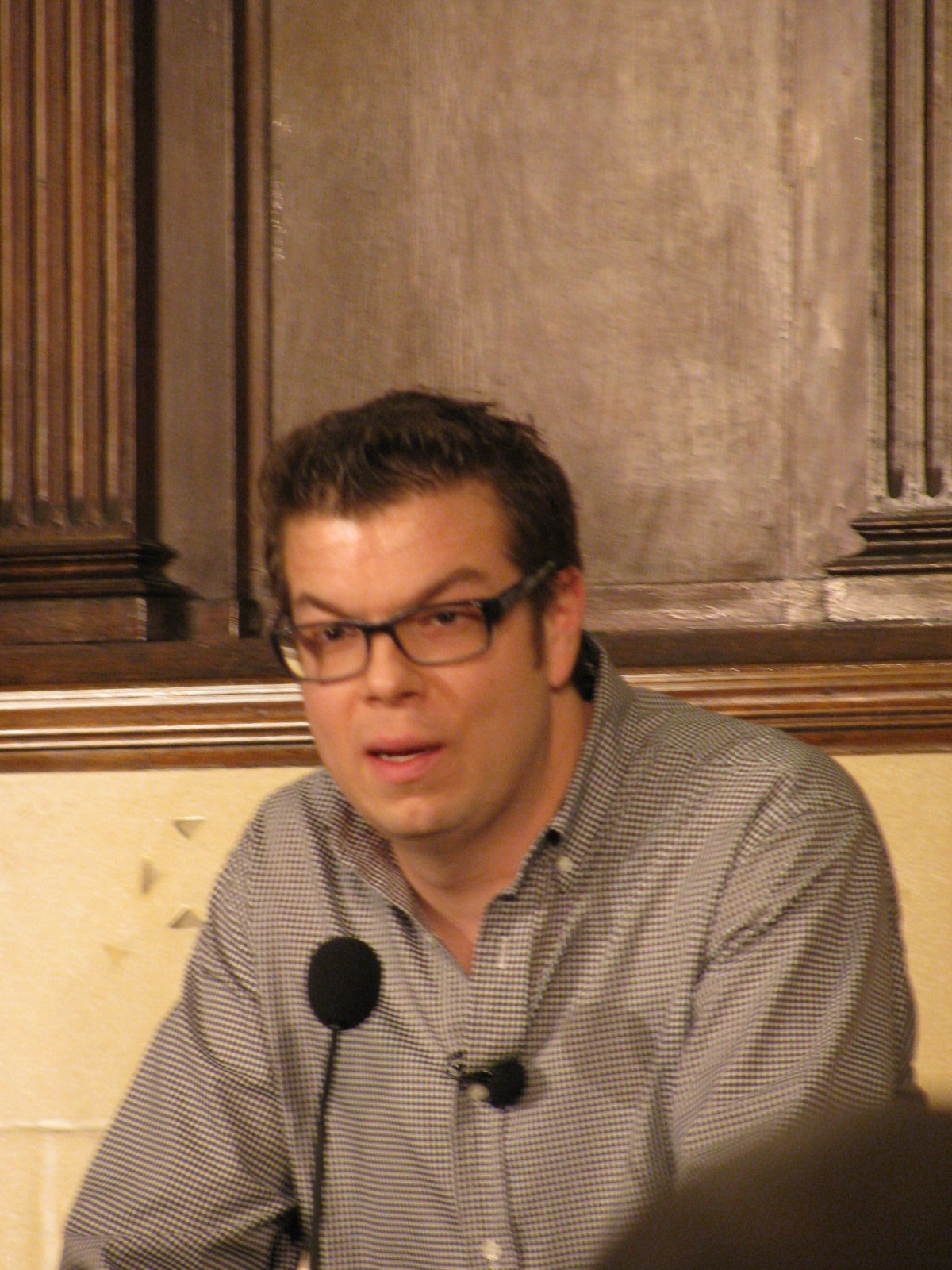
Ben Lerner

Benjamin S. Lerner  (geboren 4. Februar 1979 in Topeka, Kansas) ist ein US-amerikanischer Schriftsteller.

## Leben
Lerners Eltern, Harriet und Steve Lerner, arbeiten als Familientherapeuten in der amerikanischen Provinz. Er besuchte die High School in Topeka und schloss das Studium an der Brown University in Providence, Rhode Island, mit einem Bachelor of Arts (B.A.) in Politikwissenschaften und einem M.F.A. in Dichtung ab.
2003 führte ihn ein Fulbright-Stipendium nach Madrid. Lerner ist Professor für Englisch am Brooklyn College of the City University of New York. 2011 gewann er den Preis der Stadt Münster für Internationale Poesie.
Lerners erstes Werk waren 52 Sonette, die unter dem Titel The Lichtenberg figures erschienen. Der Kritiker James Wood und der Autor Jonathan Franzen lobten seinen ersten Roman Leaving the Atocha Station, für den er mit dem Believer Book Award ausgezeichnet wurde. 2015 erhielt Lerner eine MacArthur Fellowship.
2019 erschien Lerners Roman The Topeka School, der die Symptome der amerikanischen Gegenwart thematisierte. In den USA war er ein Bestseller. Lerner wurde daraufhin zum talentierten Autor seiner Generation erklärt.
Im Jahr 2023 bekannte sich Lerner öffentlich zu Verfälschungen, die er auf Wikipedia vorgenommen hatte.

## Politische Einstellungen
Im Oktober 2024 gehörte Lerner zu den Unterzeichnern eines Aufrufs zum Boykott israelischer Kulturinstitutionen, „die an der überwältigenden Unterdrückung der Palästinenser mitschuldig sind oder diese stillschweigend beobachtet haben“.

## Werke (Auswahl)
- The Lichtenberg figures. Port Townsend, Washington, USA. Copper Canyon Press, 2004, ISBN 1-55659-211-6. (siehe auch: Lichtenberg-Figur)
  - Die Lichtenbergfiguren. Aus dem Englischen von Steffen Popp. Lux, Wiesbaden 2011, ISBN 978-3-939557-42-5.
- Mean Free Path. Port Townsend, Washington, USA. Copper Canyon Press, 2010, ISBN 978-1-55659-314-7.
- Leaving the Atocha Station. a novel. Minneapolis, Minnesota, USA. Coffee House Press, 2011, ISBN 978-1-56689-292-6.
  - Abschied von Atocha. Aus dem Englischen von Nikolaus Stingl. Rowohlt, Reinbek bei Hamburg 2013, ISBN 978-3-498-03941-7.
- 10:04. New York, USA. Faber and Faber, 2014, ISBN 978-0-86547-810-7.
  - 22:04. Aus dem Englischen von Nikolaus Stingl. Rowohlt, Reinbek bei Hamburg 2016, ISBN 978-3-498-03943-1.
- Schnee über Venedig, mit Alexander Kluge, Spector Books, 2018, ISBN 978-3-95905-253-5
- The Topeka School. USA. Granta Publications, 2019.
  - Die Topeka-Schule. Aus dem Englischen von Nikolaus Stingl. Suhrkamp, Berlin 2020, ISBN 978-3-518-42949-5.